# Adolf Bredo Stabell

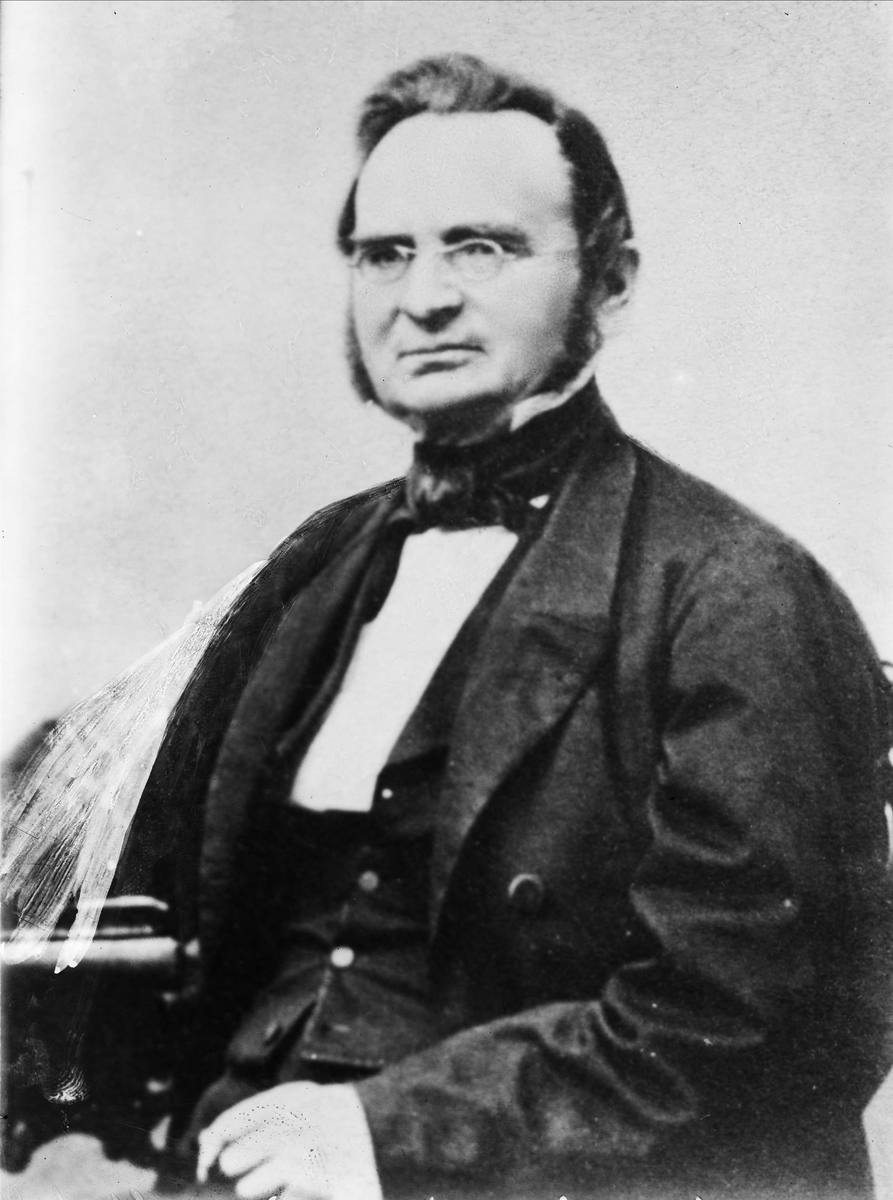
Adolf Bredo Stabell (fotograferad omkring 1860).

Adolf Bredo Stabell, född 19 november 1807 i Trondhjem, död 21 november 1865 i Kristiania, var en norsk tidningsredaktör, politiker och bankir.
Stabell blev juris kandidat 1830 och kom samma år in i revisionsdepartementet, där han 1834–41 var kunglig fullmäktig. Samtidigt var han 1832–57 redaktör för och sedan 1841 delägare i "Morgenbladet", som han från ett mindre nyhetsblad omskapade till ett betydande organ för den begynnande liberala oppositionen. Åren 1845–58 representerade han Akershus amt i stortinget, där han hela denna tid var en av bondepartiets ledare. 
Sedan han lämnat redaktörskapet ägnade han sig helt och hållet åt bank- och finansväsen. Åren 1848–57 hade han varit verkställande direktör för Norges banks avdelningskontor i Kristiania. År 1857 var han en av stiftarna av Den norske creditbank, vars chef han blev 1858. Stabell var medlem av 1855 års mellanrikskommission.